# Cardoso Moreira
Cardoso Moreira is een gemeente in de Braziliaanse deelstaat Rio de Janeiro. De gemeente telt 12.481 inwoners (schatting 2009).
De gemeente grenst aan Campos dos Goytacazes, Italva en São Fidélis.